# Кенто Масуда
Кенто Масуда е японски музикант, композитор и изпълнител.

## Биография и творчество
Кенто Масуда е роден на 29 юни 1973 г. в Катори, Япония.
„Maestro“ от рицарите от „Ордена на Св. Силвестър“. Масуда е и член на Националната академия на Recording Arts & Sciences (Академията на запис) и водещ международен пианист на Кавай. 

## Дискография
- 1992 Wheel of Fortune
- 1995 Fouren
- 1998 Myojyow
- 1999 Memories
- 2000 Music Magic
- 2003 Hands
- 2006 GlobeSounds
- 2010 Light Speed+
- 2012 All in the Silence
- 2014 Loved One
- 2021 KENTOVERSE